# Hornviol
Horn-viol (Viola cornuta) er en staude, der er populær som prydplante. Fra naturens hånd har den violette blomster, men der er lavet flere sorter med afvigende farver. Ofte sælges og bruges den som sommerblomst, selv om den er flerårig.

## Beskrivelse
Horn-viol er en flerårig, urteagtig plante med en opstigende vækst. Stænglerne er spinkle og hårløse. Bladene er spredt stillede, langstilkede og ovale til elliptiske med bugtet eller rundtakket rand.
Blomstrer i maj-september, hvor man finder blomsterne på lange stilke fra bladhjørnerne. De enkelte blomster er uregelmæssige med violette kronblade. Frugterne er kapsler med mange frø.
Rodsystemet består af vandret krybende jordstængler og trævlede rødder.
Højde x bredde og årlig tilvækst: 0,20 x 1,00 m (20 x 10 cm/år).

## Hjemsted
Horn-viol er naturlig udbredt i bjergegnene mellem Spanien, Andorra og Frankrig, den siges derfor at være endemisk for Pyrenæerne. Den er knyttet til lysåbne eller let skyggede voksesteder med en jord, der er fugtig og rig på kalk og næringsstoffer.
I Circo y Balcón de Pineta, der ligger i 1.300 meter over havet i Valle de Pineta, iAragonien, Spanien, findes arten på græssede enge sammen med bl.a. finbladet stormhat, hunde-rose, hvid staudeklematis, kobber-rose, peberbusk, Petasites niveus (en art af hestehov), prægtig klokke, Reseda glauca, Scabiosa graminifolia (en art af Skabiose), ulve-stormhat, ægte lavendel og ægte stormhat
| Portal | Portal:Botanik |

## Fodnoter
1. ↑  P. Montserrat og L. Villar: The vegetation and endemic flora of the Spanish Pyrenees (engelsk)